# Douglaseraie des Farges

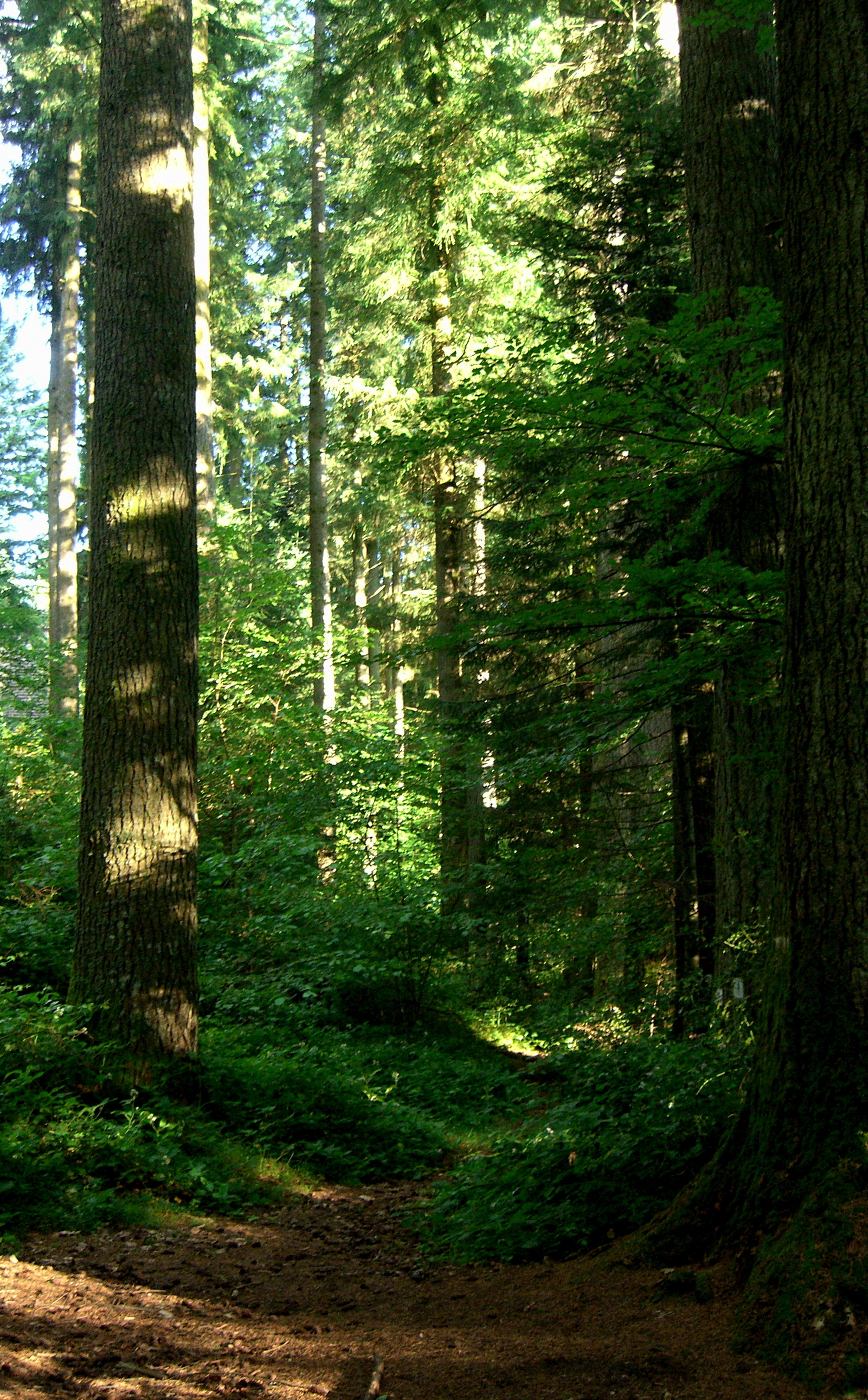
Douglaseraie des Farges.

La douglaseraie des Farges (dougasería de las fargas) es un bosque patrimonial francés de diez hectáreas situado en Meymac en Corrèze.
La douglaseraie des Farges se plantó en 1895 con Pseudotsuga menziesii (abeto de Douglas).
Estos árboles pueden alcanzar una altura de 50 metros y un volumen superior a 15 m³. Se ham medido diez árboles y el más alto sobrepasa los 56 metros con un diámetro de 1,04 m:
- la circunferencia va de 3,7 m a 3,79 m.
- el diámetro va de 0,97 m a 1,17 m.
- la altura va de 43,4 m a 56,80 m.